# Cabo del Sur
El cabo del Sur es un accidente geográfico costero del golfo San Jorge, ubicado en el departamento Florentino Ameghino de la provincia del Chubut (Patagonia Argentina). Se encuentra en la península San Antonio (que divide las bahías Gil y Huevo, a aproximadamente 29 km al sur de la localidad de Camarones. Al oeste de este cabo se encuentra la isla Valdez.
Este cabo fue descubierto por Simón de Alcazaba y Sotomayor en el año 1535 en su intento de fundar una población y la Gobernación de Nueva León, otorgada por el Rey de España a Alcazaba en 1534 y que incluía todas las tierras desde el Atlántico al Pacífico, al sur del paralelo 36º S.